# Shimano Sora
Shimano Sora – najniższa w hierarchii Shimano pełna grupa szosowa. Została wprowadzona w 2000 roku, zastępując RSX. Sora jest przeznaczona dla początkujących i amatorów. Komponenty noszą oznaczenia xx-330x.

## Specyfikacja
Przerzutka tylna
- oznaczenia: RD-3300-SS i RD-3300-GS
- pantograf: skośny, stal
- wózek: krótki lub średni, stal
- kółka: 11-zębne
- najmniejsza zębatka kasety : 11 zębów
- największa zębatka kasety: 30 zębów
- pojemność: 29 (krótki wózek) lub 37 zębów (średni wózek)
- masa: 265 g

Klamkomanetki
- oznaczenie: ST-3300 i ST-3303
- tryby pracy: indeksowany
- liczba biegów: 2/8 lub 3/8
- masa: 445 g

Przerzutka przednia
- oznaczenia: FD-3300 i FD-3303
- mocowanie: obejma lub na hak
- obejma: 28,6 lub 31,8 mm, aluminium
- klatka: chromowana stal
- największa zębatka mechanizmu korbowego: 53 zęby
- pojemność: 15 zębów
- masa: 110 lub 120 g

Mechanizm korbowy
- oznaczenie: FC-3300 i FC-3303
- ramiona: aluminium, niskoprofilowe
- długość ramion: 165, 170 lub 175 mm
- zębatki: stal, 52/39 lub 52/42/30 zęby
- rozstaw śrub zębatek (BCD): 130 lub 130/74 mm
- masa: 864 lub 1035 g (170 mm)

Suport
- oznaczenie: BB-UN40 i BB-ES30
- typ: nierozbieralny pakiet
- oś: stal CrMo, kwadrat JIS lub Octalink
- uszczelki: kontaktowe

Piasta przednia
- oznaczenie: HB-3300
- korpus: aluminium
- oś: stal CrMo, na szybkozamykacz
- łożyska: kulkowe
- uszczelki: kontaktowe
- szerokość: 100 mm
- liczba otworów: 32 lub 36
- masa: 141 g (bez szybkozamykacza)

Piasta tylna
- oznaczenie: FH-3300
- korpus: aluminium
- oś: stal CrMo, na szybkozamykacz
- łożyska: kulkowe
- uszczelki: kontaktowe
- szerokość: 130 mm
- liczba otworów: 32 lub 36
- bębenek: HyperGlide, dla kaset 8/9-rzędowych
- masa: 355 g (bez szybkozamykacza)

Szczęki hamulcowe
- oznaczenia: BR-3300
- ramiona: aluminium
- zasięg ramion: krótkie, 39 - 49 mm
- typ: dwuosiowe
- sprężyna: Super SLR
- klocki: jednoczęściowe

Kaseta
- oznaczenie: CS-HG50
- zębatki: stal, niklowane
- liczba zębatek: 8
- układy: 12-21, 12-23, 12-25, 13-23, 13-26
- masa: 278 g (12-23)

Łańcuch
- oznaczenie: CN-HG50
- typ: HG, 8-rzędowy
- blaszki: stal, czarne
- sworznie: chromowane
- masa: 335 g (114 ogniw)